# Ammassalik Ø
Ammassalik Ø – wyspa o powierzchni 772 km² na południowym wschodzie wybrzeża Grenlandii, w gminie Sermersooq. 

## Miejscowości
- Tasiilaq (1849 osób)
- Ikkatteq (1 osoba) – położone na małej wysepce u brzegów Ammassalik
- Isortoq (120 osób)
- Kulusuk (310 osób) – położone na małej wysepce u brzegów Ammassalik
- Kuummiut (392 osoby)
- Qernertuarssuit – zlikwidowane w 2005 roku
- Sermiligaaq (212 osób)
- Tiniteqilaaq (148 osób)